# Ганс Енн
Ганс Енн  (нім. Hans Enn, 10 травня 1958) — австрійський гірськолижник, олімпійський медаліст.

## Виступи на Олімпіадах
| Олімпіада        | Дисципліна         | Місце  |
| ---------------- | ------------------ | ------ |
| Лейк-Плесід 1980 | гігантський слалом | 3      |
| Лейк-Плесід 1980 | слалом             | 4      |
| Сараєво 1984     | гігантський слалом | участь |
| Сараєво 1984     | слалом             | участь |